# Aminokisline in proteini v prehrani in prehranskih dopolnilih
Proteini uravnotežene prehrane vsebujejo uravnoteženo vsebnost esencialnih aminokislin za ljudi. Živalski viri, ki vsebujejo vse esencialne AK so: meso, perutnina, ribe, jajca ter mleko in mlečni izdelki. Rastlinska hrana bogata z esencialnimi AK: kvinoja, ajda, stročnice, oreščki in semena. Pri uživanju pretežno rastlinske hrane (npr. vegetarijanci) je potrebno kombiniranje različnih vrst rastlinske hrane, da ne pride do pomanjkanja.

Ocenjevanje dnevnih potreb po  AK se je izkazalo za zelo težavno, saj se te številke zadnjih 20 let zelo spreminjajo. V spodnji tabeli so priporočeni  dnevni  vnosi, ki so trenutno v uporabi za esencialne aminokisline pri odraslih ljudeh, po priporočilih Svetovne zdravstvene organizacije.

| AK                        | mg AK na kg telesne teže | mg na 70 kg | mg na 100 kg |
| ------------------------- | ------------------------ | ----------- | ------------ |
| I izolevcin               | 20                       | 1400        | 2000         |
| L levcin                  | 39                       | 2730        | 3900         |
| K lizin                   | 30                       | 2100        | 3000         |
| M metionin + C cistein    | 10.4 + 4.1 (15 total)    | 1050        | 1500         |
| F fenilalanin + Y tirozin | 25 (total)               | 1750        | 2500         |
| T treonin                 | 15                       | 1050        | 1500         |
| W triptofan               | 4                        | 280         | 400          |
| V valin                   | 26                       | 1820        | 2600         |

Uporaba prehranskih dopolnil je v največji meri odvisna od uravnoteženosti naše prehrane z našimi potrebami in željami. Ljudje pogosto posegajo po dopolnilih, ko njihovi običajni obroki več ne zadostijo njihovim potrebam po energiji. Predvsem športniki so tista skupina, ki pogosto jemlje prehranska dopolnila, ki vsebujejo aminokisline, ker so le te udeležene pri številnih metabolnih poteh, ki vplivajo na pridobivanje energije. Med najpogostejšimi dodatki so BCAA (aminokisline z razvejano stransko verigo), sirotka, kazein, glutamin, kreatin, ki je AK derivat in ostali.

## Glutamin
Spada med neesencialne aminokisline, vendar ga ob določenih pogojih (npr. naporni treningi) lahko tudi primanjkuje,  zato mu pravimo tudi pogojno esencialna aminokislina. Ker predstavlja okoli 60% prostih aminokislin v mišicah, je ob pomanjkanju vnos nujen. Nahaja se v mesu, ribah, jajcih, mleku in mlečnih izdelkih, zelju, pšenici, špinači… Lahko pa ga zaužijemo tudi kot prehransko dopolnilo.Običajne plazemske koncentracije so med 550-750 µmol/L, v skeletni mišici pa 20 mmol/kg telesne teže.  Glutamin zmanjšuje negativne učinke kortizola, ter s tem zmanjša katabolizem mišic, sodeluje pri regeneraciji telesa, sodeluje kot substrat pri proizvodnji glikogena, regulira pH krvi in glukozo v krvi, povečuje celični volumen in spodbuja izločanje rastnega hormona.  Ima tudi pozitivni vpliv na delovanje imunskega sistema.

V prehranskih dopolnilih se nahaja v dveh oblikah: kot prosti L-glutamin ali kot glutamin peptid. Pri slednjem je glutamin vezan še na kakšno drugo aminokislino in je zato absorpcija boljša. V obliki dopolnil ga je najbolje uživati zjutraj ali po treningu. Priporočen dnevni vnos pa je od 10 do 40 g v več odmerkih.

## BCAA
BCAA (iz. angl.: Branched-chain amino acids) je kratica za 3 aminokisline z razvejano strankso verigo: L-levcin, L-valin in L-izolevcin.  Kombinacija omenjenih aminokislin sestavlja približno 30% skeletnih mišic in igra pomembno vlogo pri sintezi beljakovin. BCAA namreč spodbujajo izločanje anabolnih hormonov. Hkrati pa zmanjšujejo katabolizem mišic in pripomorejo k hitrejši regeneraciji. Ko se zaloge glikogena v jetrih in mišicah porabijo, BCAA predstavljajo vir energije za telo, in tako ne pride do razgradnje lastnih proteinov. 

L-levcin:  je najbolj zastopana AK v BCAA. Vpliva na razvoj puste mišične mase preko mnogih metaboličnih mehanizmov. Hkrati sodeluje z anabolnimi hormoni (rastni hormon, testosteron…) in skrbi za rast, regeneracijo in obnovo celic kože, kosti in mišic. 

L-izolevcin: ima podobne funkcije kot levcin. Hkrati pa tudi pomaga pri nastajanju hemoglobina, ter na način telesu omogoča hitrejšo regeneracijo, celjenje poškodb in  krepi obrambo telesa  pred infekcijami.

L-valin:  ima vlogo pri regeneraciji in obnovi mišičnega tkiva.

## Kreatin
Kreatin je prvi identificiral Michael Eugene Chevreul  leta 1832, ko ga je odkril kot sestavni del skeletne mišice. Gre za aminokislinski derivat, ki lahko v telesu nastane iz treh aminokislin: arginin, glicin in metionin. V telesu se nahaja predvsem v mišičnem tkivu skeletnih mišic (95%), kjer sodeluje pri zagotavljanju energije. V telesu se sintetizira v jetrih, trebušni slinavki ali ledvicah, lahko pa ga pridobimo tudi s hrano (naravno je prisoten v rdečem mesu in ribah). Kreatin, ki je normalno prisoten v mišicah, lahko prihaja iz dveh virov; iz hrane ali iz telesu lastne proizvodnje. Količina kreatina v skeletnih mišicah je v povprečju 120 g pri 70 kg težkem človeku, telo pa ga na dan porabi približno 2g. Če je vnos s hrano premajhen, mora telo nadoknaditi primanjkljaj tako, da ga sintetizira. 40% zalog kreatina predstavlja prosti kreatin, ostalih 60% pa je shranjenega v obliki kreatin fosfata, ki se razcepi, ko v mišici zmanjka ATP-ja (adenozin trifosfat). Kreatin prav tako pospešuje sintezo mišičnih beljakovin (aktina in miozina), kar še povečuje sposobnost mišice, da opravlja fizično delo. Mišične celice lahko opravljajo svoje delo zaradi pridobljene energije iz kemijske reakcije, kjer se molekula ATP razcepi na ADP (adenozin difosfat) in P (fosfat).  Mišične celice to energijo porabljajo zelo hitro, vendar je njena zaloga zelo omejena; v najboljšem primeru je energije dovolj le za nekaj sekund intenzivnega dela. Ko molekul ATP zmanjka, se mišično delo ustavi. Kljub temu pa ima naše telo zmožnost spreminjanja ADP nazaj v ATP na več načinov. Najlažji je premik fosfatne skupine iz fosfokreatina na ADP in s tem povečanje količine ATP (ki je nato spet na voljo za mišično delo) in kreatina. Zalog fosfokreatina je dovolj, da se zviša količina ATP za nekaj sekund. Posledično imamo namesto 2-3 sekund mišičnega dela (ATP) na voljo skoraj 10 sekund mišičnega dela (ATP+kreatina). Kreatin se izloči skozi ledvice kot kreatin ali kreatinin, ki nastaja med metabolizmom kreatina.

Kreatin je priporočljiv predvsem za športnike, ki imajo kratke in intenzivne treninge (anaerobna vadba). Namenjen je namreč povečanju eksplozivnosti in moči (fitnes, nogomet, šprint). Priporočen dnevni odmerek je štirikrat na dan po 5 gramov (na tešče, dvajset minut pred treningom ali takoj po vadbi) prvih 5-7 dni, nato pa 5g na dan največ do 12 tednov.  Na trgu se kreatin pojavlja v različnih oblikah in z različnimi dodatki (kreatin-monohidrat, kreatinfosfat, kreatin z dodatkom natrijevega karbonata, z dodatkom glutamina, beta alanina, ...). Trenutno je najbolj učinkoviti prehranski dodatek na trgu kreatin-monohidrat.
 
Kreatin v obliki dopolnila poveča tako koncentracijo kreatina, kot tudi fosfokreatina v skeletni mišici, poveča mišično maso, moč in vzdržljivost, hkrati pa vzdržuje količino energije, ki je na voljo skeletnim mišicam med intenzivno vadbo. Povečanje zalog kreatina z jemanjem dopolnil pa ni pri vseh ljudeh enako. Vegeterijanci imajo manjše zaloge kreatina v mišicah, zato se lahko ob jemanju dopolnil zaloge povečajo tudi do 40%, medtem ko se pri ljudeh, ki se prehranjujejo z mesom, zaloge povečajo maksimalno za 20%.
 
Stranski učinki kreatina, ki so jih zabeležili, so: povečanje telesne teže, ki je posledica zadrževanja vode v telesu (1–2 kg v prvem tednu jemanja), vpliv na produkcijo insulina, zmanjšana endogena sinteza kreatina, poškodbe ledvične funkcije ter poškodbe jeter in skeletnih mišic ob dolgotrajnem uživanju. Prav tako pa lahko povzroči krče, dehidracijo in vrtoglavico. Težavno je predvsem, da se poleg kreatina iz pripravka absorbirajo tudi kontaminenti (npr. dihidrotriazin, ioni, kreatinin ...). Na tržišče pa prihajajo nove oblike pripravkov, ki vsebujejo kreatin in so učinkovitejše od samega kreatin-monohidrata, prav tako pa povzročajo manj stranskih učinkov. Opravljajo pa se še klinične študije, ki bi dokazale pozitivno delovanje kreatina v terapevtskem zdravljenju Parkinsonove in Alzheimerjeve bolezni. Pri nekaterih prostovoljcih, ki so jemali kreatin kot dodatek, so prav tako opazili pozitivne učinke delovanja kreatina na srce, hitrejše zdravljenje določenih poškodb in pozitiven učinek ob stresu.

## Kazein
Kazein je glavni protein v mleku. Vsebuje visok delež peptidno vezanega glutamina (20%). Prav tako ima visoko vsebnost glukogenskih aminokislin, ki se porabijo za izdelavo glukoze med stresno situacijo. Največja prednost kazeina pa je v tem, da počasi sprošča aminokisline v kri, kar pomeni  večjo absorpcijo. Njegove negativne lastnosti pa so: relativno visoka vsebnost natrija in laktoze in visoka cena.

## Sirotka
-sirotkin koncentrat: se pridobiva iz sladke sirotke s pomočjo ultra in mikrofiltracije. Tako dobimo kvalitetne proteine, ki pa še vedno vsebujejo laktozo in mlečno maščobo. Odstotek beljakovin v takih preparatih se giblje od cca. 40-80 odstotkov.

- sirotkin izolat: pridobiva se iz koncentrata sirotke, s pomočjo postopka ionske izmenjave in nanofiltracije, kar pomeni, da se preostala laktoza, maščobe in pepel na podlagi ionske odbojnosti učinkovito izloči in nam tako preostane visokokvalitetni beljakovinski izolat. Za te hidrolizirane sirotkine beljakovine je prebava minimalna, potrebna je še absorpcija, ki je hitra, kar je po večjih naporih npr. pri intenzivnih treningih, zelo pomembno.

- sirotkin hidrolizat: je enak izolatu, le da je encimsko obdelan in vsebuje kratke peptide (kratke verige aminokislin, katerih prednost je maksimalni in skoraj takojšnji izkoristek, kar pomaga k zadrževanju dušika v telesu in s tem k anabolizmu in antikatabolizmu). Poenostavljeno povedano, so taki proteini že delno "prebavljeni", zato so organizmu na voljo takoj, ko potreba nastane (npr. po treningu). Pri sami izdelavi je pomembno, da ves postopek ne vsebuje nikakršne toplotne in kislinske obdelave, kar je sicer poceni in poenostavi postopek obdelave, žal pa tudi zniža biološko vrednost končnega produkta.

## Sojine beljakovine
Niso preveč priljuljene med bodybuilderji, ampak z razvojem izolata sojinega proteina tako slab ugled sojinih proteinov ni več upravičen.
Soja ima tudi nekatere zelo specifične lastnosti za zdravje, spodbuja delovanje ščitnice in preprečuje obolenja srca. Ravno iz teh razlogov je lahko soja dobra dopolnitev k ostalim virom beljakovin.

## Jajčne beljakovine
Od leta 1960 so jajčne beljakovine veljale za najboljše. Še do nekaj deset let nazaj so jih označevali za najboljše beljakovine za človeka. Tako mnenje je prevladovalo zato, ker imajo jajčne beljakovine zelo dobro razmerje AK, kar je bil tedaj edini kriterij za ocenjevanje kakovosti beljakovin. Sirotkinih beljakovin še ni bilo, zato so kraljevale jajčne. Dandanes so ob prihodu novih beljakovin stare postavili nekoliko v ozadje, kar pa ne pomeni, da jajčne beljakovine niso kakovostne in primerne za uporabo.

## Beta-alanin in karnosin
Karnosin ima pomembno vlogo v mišični regulaciji pH. Nastaja v skeletnih mišicah iz L-histidina in beta-alanina. Tvorba pa je odvisna predvsem od količine razpoložljivega beta-alanina. Pri intenzivni vadbi pogosto pride do intramuskularne acidoze, ki jo zaznamo kot pekoč občutek v mišicah. Odvečna kislina, ki nastaja pa vodi do mišične izčrpanosti. Dopolnila, ki vsebujejo beta-alanin naj bi tako povečala mišično vsebnost karnosina in s tem mišično pufersko kapaciteto z namenom povečanja fizične zmogljivosti med intenzivno vadbo. Do sedaj niso opazili pomembnejših stranskih učinkov, razen pri dozah večjih od 800 mg, kjer je prišlo do pojava parestezije.Zaključimo lahko torej, da so dodatki z beta-alaninom varni in povečajo vzdržljivost pri intenzivni anaerobni vadbi.

1. ↑  http://www.lekarna-dravlje.si
2. ↑  »arhivska kopija«. Arhivirano iz prvotnega spletišča dne 24. januarja 2012. Pridobljeno 16. aprila 2011.
3. ↑  »arhivska kopija«. Arhivirano iz prvotnega spletišča dne 7. junija 2011. Pridobljeno 16. aprila 2011.
4. ↑  http://www.jissn.com/content/4/1/6
5. ↑  http://www.ncbi.nlm.nih.gov/pubmed/10675277
6. ↑  http://www.mojtrener.com
7. ↑  Clark, Nancy: Sports nutrition guidebook
8. ↑  http://www.ncbi.nlm.nih.gov/pubmed/19997023